# Fishel Szlajen
Fishel Fernando Szlajen (Buenos Aires, Argentina; 5 de septiembre de 1968) es un rabino y académico argentino especializado en el campo de la bioética, tema sobre el cual ha escrito numerosas obras. Es actualmente Coordinador de las Academias Nacionales y asesor senior en la Secretaría de Educación (Argentina); Profesor titular de posgrado e investigador en bioética en la Universidad de Buenos Aires; en metodología de la investigación en la Universidad Nacional de la Matanza; en filosofía judía y ética en la Universidad del Salvador; y en historia social y política del judaísmo en la Pontificia Universidad Católica Argentina. Se desempeñó como Director de AMIA Cultura (2015-2023) en la Asociación Mutual Israelita Argentina (AMIA), generando y gestionando numerosos proyectos culturales y educativos.  

## Biografía

### Estudios
Fishel Szlajen, se graduó como Técnico Superior en Control Automático y Sistemas Digitales en el Instituto Tecnológico ORT en 1992. Desde dicho año al 2001 trabajó en el área de ingeniería automatizando procesos industriales en empresas como Servotrón, Grupo Cepas y BetzDearborn Argentina, desempeñándose paralelamente como docente terciario de análisis matemático y modelos matemáticos de sistemas físicos. En el 2002 obtuvo su título, Summa cum laude, como Profesor en Disciplinas Industriales, en el Instituto Nacional Superior del Profesorado Técnico de la Universidad Tecnológica Nacional.
Ese mismo año consiguió su Licenciatura en Filosofía en la Universidad Empresarial de Costa Rica (UNEM), con la Tesina «La Libertad en la Filosofía de Spinoza». Para el 2004 logró su maestría, magna cum laude, en Filosofía Judía en la Bar Ilan University con la tesis «Greek Ethics and Jewish Precept: contrasts and influences in Western world». En el 2005, se graduó como Mandel Jerusalem Fellows en el Mandel Leadership Institute, con la Tesis «Educational Translation of Leone Ebreo’s Philosophy of Love».
Luego, en 2006, se graduó como doctor en Filosofía en la Universidad Empresarial de Costa Rica, con la tesis «Suicidio y Eutanasia en la Filosofía Occidental y en lo Normativo y Filosófico Judío». Se ordenó como Rabino con סמיכת חכמים «Smijat Jajamim», por el Rabino David Bigman, director de la Yeshivá Maalé Gilboa, en 2011. Y en el 2020 realizó su Postdoctorado en Bioética en la Pontificia Universidad Católica de Río Grande del Sur, con su trabajo «Filosofía de la Objeción y los Límites de la Ley».
En el 2024 fue seleccionado para participar en el programa Young Scholars Fellowship on Religion and the Rule of Law en la Universidad de Oxford, siendo el primer rabino en recibir dicha capacitación y entrenamiento. Dentro de dicha investigación posdoctoral, participó además de diferentes simposios académicos y eventos políticos internacionales presentado los resultados de sus investigaciones para el desarrollo de marcos legales y éticos para la inteligencia artificial, las biotecnologías y el transhumanismo en favor de la dignidad humana.

### Trayectoria académica
Fishel Szlajen desarrolla el área de la Filosofía Judía Aplicada, disciplina basada en el erudito y metodológico análisis del acervo cultural judío, instrumentándolo técnicamente en pos de lidiar con las principales problemáticas contemporáneas en el campo de la bioética, ética, educación, medio ambiente, política, género e interculturalidad. Su especialidad es la ética médica en la cultura judía, contribuyendo en los temas de debate público y en favor de la sociedad en general. 
Ha participado como asesor, consultor y disertante referente en diversos debates legislativos, académicos y sociales así como en Consejos gubernamentales en países como Argentina, Brasil, México, Costa Rica, Colombia y Estados Unidos entre otros, sobre temas tales como aborto, eutanasia,  suicidio asistido, reproducción asistida, subrogación de vientre, donación y trasplante de órganos, clonación, objeción de conciencia, identidad de género, testamento vital, autoprotección, poderes preventivos, adicción en infancias y adolescencias, protección de la ancianidad y Convención Interamericana sobre la Protección de los Derechos Humanos de las Personas Mayores, familia y sociedad, ética política, juicios in absentia, triaje y asignación de recursos vitales más pase sanitario, entre otros.

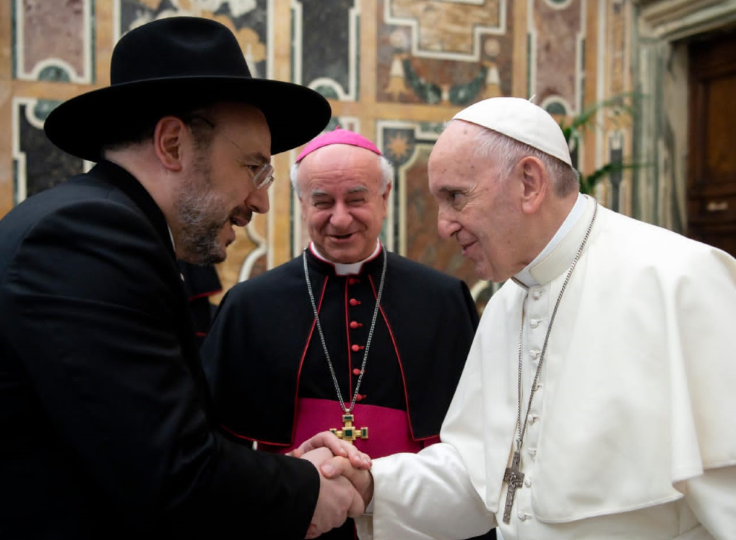
Rab. Dr. Fishel Szlajen designado por el Papa Francisco como el primer rabino Miembro de la Pontificia Academia para la Vida

En 2017, fue designado por el Papa Francisco como el primer rabino Miembro Titular de Número de la Pontificia Academia para la Vida del Vaticano, membresía a su vez renovada en el 2022 por otro quinquenio. En aquel mismo aña además participó, en Costa Rica, del VII Simposio Internacional «Laudato Si» (Fundación Vaticana Joseph Ratzinger), donde dirigió las Jornadas de Diálogo Interreligioso «Paz en Jerusalén». En el año 2017 participó en el Programa «Jewish Life in Germany», en la República Federal de Alemania como Representante de la Argentina.

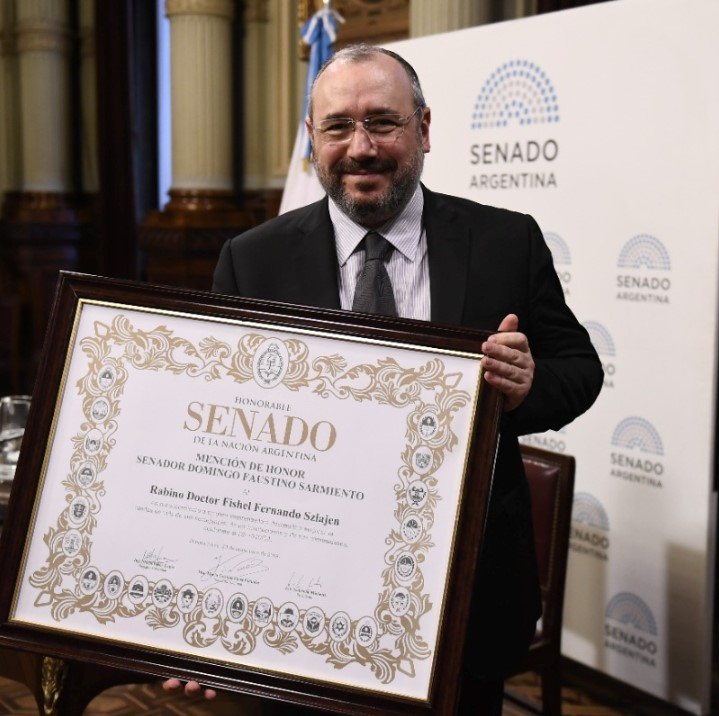
Distinción otorgada al Rab. Dr. Fishel Szlajen por el Senado de la Nación Argentina «Mención de Honor Senador Domingo F. Sarmiento» (2018)

En 2018, fue el primer rabino en ser premiado con la máxima distinción otorgada por el Senado de la Nación Argentina la «Mención de Honor Senador Domingo F. Sarmiento», por sus aportes académicos para las instituciones y comunidades.

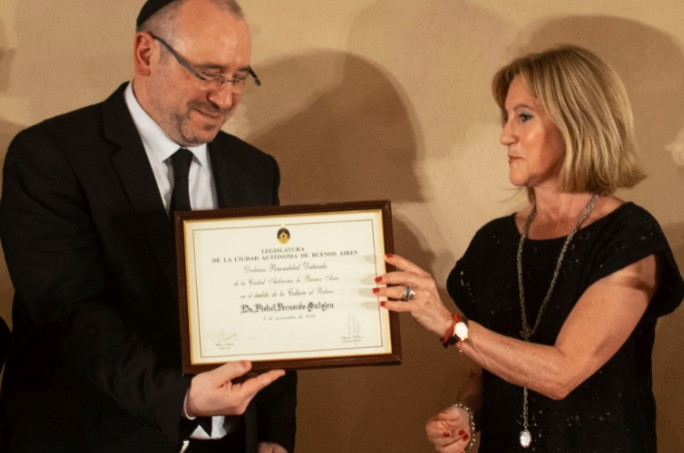
Rab. Dr. Szlajen declarado Personalidad Destacada de la Cultura de la Ciudad Autónoma de Buenos Aires (2019).

En 2019, Fishel Szlajen ha sido distinguido por la Legislatura Porteña declarándolo «Personalidad Destacada de la Ciudad Autónoma de Buenos Aires en el Ámbito de la Cultura». En el mismo año, en la Universidad Católica Argentina y durante la visita del Monseñor Vincenzo Paglia, presidente de la Pontificia Academia para la Vida. Fishel Szlajen ha sido el firmante como bioeticista por parte del Judaísmo, en conjunto con Omar Abboud por parte del Islam y el Mons. Alberto Bochatey por parte del catolicismo, de la Declaración Conjunta de las Religiones Abrahámicas sobre las Cuestiones del Final de la Vida. A fines de 2019, Fishel Szlajen fue invitado como académico representante de la comunidad judía argentina, al "26th Annual International Law and Religion Symposium", J. Reuben Clark Law School, Universidad Brigham Young, para disertar sobre “Dignidad Humana y Libertad Religiosa en Argentina”.
En 2020 recibió una distinción del Ministerio de Asuntos para la Diáspora en Israel por la contribución en el campo de la bioética desde el Judaísmo para la sociedad frente a la crisis humanitaria por la pandemia de Covid-19. Ese mismo año Fishel Szlajen elaboró con Rubén Revello, director del Instituto de Bioética de la Pontificia Universidad Católica Argentina, el Marco Bioético de las Religiones Monoteístas en ocasión del Covid-19, para el triaje y la asignación de recursos, aprobado por la Legislatura Porteña y utilizado en múltiples centros de salud de la Ciudad Autónoma de Buenos Aires y de la Provincia de Buenos Aires; el mismo fue firmado  por otros bioeticistas del Islam, Iglesia Evangélica y Mormona.
En 2022 fue convocado a constituir el Consejo Honorífico del Consejo Social de la Ciudad Autónoma de Buenos Aires.
En 2023 el Rabino Dr. Fishel Szlajen fue designado Miembro del Consejo Académico de Ética en Medicina (CAEEM), perteneciente a la Academia Nacional de Medicina (Argentina). Mismo año en el cual el Rabino Dr. Fishel Szlajen, el Pbro. Lic. Rubén Revello y el Sheij Lic. Abdala Cerrilla, constituyeron y firmaron en la Universidad Católica Argentina la Declaración de las Religiones Abrahámicas sobre las Personas Ancianas en la Sociedad Contemporánea y su Protección, la cual suscrita también por el presidente de la Pontificia Academia para la Vida, Mons. Vincenzo Paglia, brinda un perspectiva del envejecimiento de la población mundial y las propuestas para superar este gran desafío sociodemográfico del siglo XXI, con respeto y dignidad hacia los mayores bajo los principios fundamentales de la bioética.
En el 2024 el Rabino Dr. Fishel Szlajen fue designado miembro del Consejo Argentino para la Libertad Religiosa (CALIR)y miembro del International Consortium for Law and Religion Studies (ICLARS), en dicho año participó como orador principal tanto en el Foro Interreligioso de las Américas (FIDELA), en el marco de la 54° Asamblea General de la Organización de los Estados Americanos, (OEA); como en el Interfaith Forum IF20del G20.
En el 2025, el Rabino Dr. Fishel Szlajen fue distinguido por la Pontificia Academia para la Vida en el Vaticano con el diploma de honor al mérito y la medalla de plata por su contribución al diálogo entre religiones al servicio de la custodia de la vida humana.

## Premios y reconocimientos
A lo largo de su carrera académica el Rabino Dr. Fishel Szlajen ha recibido los siguientes reconocimientos:
- Diploma de Honor al Mérito y Medalla de Plata de la Pontificia Academia para la Vida, Vaticano, por su contribución al diálogo entre religiones al servicio de la custodia de la vida humana.
- Miembro del International Consortium for Law and Religion Studies. Resolución del Board, 15 de noviembre de 2024.
- Visitante Ilustre, como testimonio de gratitud a la presencia en la Universidad Nihon Gakko y en reconocimiento a la destacada trayectoria profesional. Paraguay, 24 de junio de 2024.
- Miembro del Consejo Argentino para la Libertad Religiosa. Sesión de Comisión Directiva, 8 de abril de 2024.
- Miembro del Consejo Académico de Ética en Medicina, perteneciente a la Academia Nacional de Medicina. Sesión de Comisión Directiva, 17 de mayo de 2023.
- Miembro del Comité Honorífico del Consejo Social de la Ciudad Autónoma de Buenos Aires. Resolución 15 de febrero de 2023.
- Reconocimiento del Hospital de Enfermedades Infecciosas Francisco J. Muñiz, por la contribución en la realización del Protocolo para el Acompañamiento de Pacientes en Situación de Últimos Días (SUD). Disp. Int. 124-2020. GCBA-HIFJM. 2020.
- Reconocimiento del Ministerio de Asuntos para la Diáspora en Israel, por la contribución en el campo de la bioética desde el Judaísmo para la sociedad global frente a la crisis humanitaria por la pandemia de Covid 19, 22 de julio de 2020.
- Personalidad Destacada en el Ámbito de la Cultura de la Ciudad Autónoma de Buenos Aires. Declaración 717/19 , Exp. 2713-D-19. 2019. Legislatura de la Ciudad Autónoma de Buenos Aires.
- Mención de Honor Senador Domingo F. Sarmiento. Otorgado por el Senado de la Nación Argentina, «por su contribución académica a la sociedad argentina», 2018.
- Miembro Titular de la Pontificia Accademia per la Vita, Rinunce e nomine, 13.06.2017 [B0408], Bollettino Sala Stampa Vaticana.
- Premio Trayectoria Profesional en Calidad de Vida y Bioética. Consenso Salud, Argentina, 2017.
- Primer Premio Talmud Torá 5766, Fundación Ashekor Internacional & Seminario Rabínico Latinoamericano, Argentina, 2005.

## Publicaciones
Posee en su haber cientos de trabajos publicados en su área de investigación, entre libros, papers y artículos, siendo además columnista para Infobae, y habiendo participado en documentales  y programas sobre temáticas judías.
Su libro Filo-Sofía del Judaísmo: construyendo nuestro destino, ganó en 2005 el primer premio a la innovación educativa «Talmud Torá 5766» por parte de la Fundación Ashekor Internacional y el Seminario Rabínico Latinoamericano y ha sido declarado de Interés Cultural por la Legislatura de la Ciudad Autónoma de Buenos Aires en 2019.
Su tratado en dos volúmenes: Suicidio y Eutanasia en la Filosofía Occidental y en lo Normativo y Filosófico Judío, ha sido declarado de Interés para la Comunicación Social por la Legislatura Porteña en 2021.
Su libro Filosofía Judía y Aborto, ha sido distinguido por la Defensoría Humana en la Sociedad Científica Argentina en 2009 y presentado en la Senado de la Nación Argentina en 2011.
Su obra en dos volúmenes: Bioética, Religión y Estado: notas para la pospandemia, ha sido declarada de Interés para la Comunicación Social por la Legislatura Porteña en 2023.
Como Director de Cultura en la Asociación Mutual Israelita Argentina (AMIA), Fishel Szlajen ha planificado, generado y coordinado numerosos proyectos culturales y educativos no formales de variada índole, áulicos, artísticos y publicaciones, desarrollando procesos tanto en gestión como en contenidos programáticos seculares y judaicos.

### Libros
- Szlajen, F. Filosofía de la Objeción y Judaísmo. Buenos Aires. (próxima aparición).
- Szlajen, F. (2022). Bioética, Religión y Estado: notas para la pospandemia. (Vol. I). Buenos Aires. ISBN 978-987-88-4314-8.
- Szlajen, F. (2022). Bioética, Religión y Estado: notas para la pospandemia. (Vol. II). Buenos Aires. ISBN 978-987-88-4315-5.
- Szlajen, F. (2020). Filosofía Judía y Aborto. 2° Edición Ampliada y Actualizada. Buenos Aires. ISBN 978-987-86-3947-5.
- Szlajen, F. (2019). Biotecnología y Judaísmo: Reproducción Humana Asistida, Subrogación de Vientre, Células Madre, Clonación, Trasplante de Órganos, Género y Genitoplastía, Medio Ambiente. Buenos Aires. ISBN 978-987-86-0836-5.
- Szlajen, F. (2014). Suicidio y Eutanasia: en la filosofía occidental y en lo normativo y filosófico judío. (Vol. II). Buenos Aires. ISBN 978-987-33-5988-0.
- Szlajen, F. (2012). Suicidio y Eutanasia: en la filosofía occidental y en lo normativo y filosófico judío. (Vol. I). Buenos Aires. ISBN 978-987-33-2401-7.
- Szlajen,, F. (2008). Filosofía Judía y Aborto. Acervo Cultural Editores. ISBN 978-987-9333-22-8.
- Szlajen, F. (2006). Filo-Sofía del Judaísmo: construyendo nuestro destino. Fundación Judaica Editores. ISBN 978-987-21084-1-0.